# Jean Potin
Jean Potin (né le 16 juillet 1931 à Guilers dans le Finistère et mort le 17 novembre 2004 au Caire en Égypte,, est un religieux assomptionniste français.

## Biographie
Il fut rédacteur en chef religieux du quotidien La Croix.

## Ouvrages
Parmi ses ouvrages, Jésus l'histoire vraie (1994), Cette année à Jérusalem - Guide de voyage en terre sainte, en collaboration avec son frère, le père Jacques Potin (Centurion 1992) et La Bible rendue à l'histoire (2000), en collaboration avec Pierre Chavot.